# Crybaby
Crybaby je četvrti miksani album američkog repera i pjevača Lil Peepa. Objavio ga je 10. lipnja 2016. samostalno, dok ga je posthumno ponovno objavio na svim platformama za streaming 10. lipnja 2020. AUTNMY preko AWAL-a s 10 od originalnih 11 pjesama.

## Plasman
Album se po svojem ponovnom objavljivanju 2020. godine pojavio na ljestvicama nekoliko zemalja svijeta, da bi u SAD-u debitirao punih sedam godina nakon svojeg originalnog objavljivanja, na 102. mjestu.

## Popis pjesama
| 1.    | »crybaby«                                             | 4:07 |
| 2.    | »lil jeep«                                            | 3:23 |
| 3.    | »yesterday«                                           | 1:52 |
| 4.    | »absolute in doubt (ft. Wicca Phase Springs Eternal)« | 3:47 |
| 5.    | »ghost girl«                                          | 2:53 |
| 6.    | »big city blues (ft. Cold Hart)«                      | 2:35 |
| 7.    | »skyscrapers [love now, cry later]«                   | 2:01 |
| 8.    | »nineteen«                                            | 2:57 |
| 9.    | »white tee (ft. Lil Tracy)«                           | 2:12 |
| 10.   | »driveway«                                            | 2:39 |
| 31:31 |                                                       |      |

## Napomene
- Sve su pjesme stilizirane malim slovima.
- Pjesma "falling 4 me" nije uključena u ponovno izdavanje albuma 2020. zbog problema s odobrenjem posuđivanja.
- "Crybaby" upotrebljava "The No Seatbelt Song" od sastava Brand New.
- "Lil jeep" upotrebljava "Two People" izvođača Jacquesa Siroula.
- "Yesterday" upotrebljava "Wonderwall" sastava Oasis.
- "Ghost girl" upotrebljava "In the Annexe" sastava Boards of Canada.
- "Big city blues" sadrži elemente od "Tired Guitars" glazbenika Kholmogortseva Marka Igorevicha.
- "Skyscrapers [love now, cry later]" upotrebljava "Brothers on a Hotel Bed" sastava Death Cab for Cutie.
- "Nineteen" upotrebljava "Broke" sastava Modest Mouse.
- "White tee" upotrebljava "Such Great Heights" sastava The Postal Service.

- "Driveway" upotrebljava "I've Given Up on You" sastava Real Friends.